# Rethem (Aller)
Rethem (Aller) è una città di 2.313 abitanti della Bassa Sassonia, in Germania.
Appartiene al circondario della Landa (targa HK) ed è parte della comunità amministrativa (Samtgemeinde) di Rethem (Aller).
Il territorio comunale comprende le frazioni di Stöcken e Wohlendorf ed è bagnato dal fiume Aller.